# Check mich aus
Check mich aus ist ein Lied des deutschen Rappers Fler, das im März 2009 erschien.

## Entstehung und Veröffentlichung
Das Lied wurde vom Interpreten selbst geschrieben, zusammen mit den Koautoren Simon Müller-Lerch (Sera Finale) und Konstantin Scherer (Djorkaeff). Letzterer zeichnete zudem auch für die Produktion verantwortlich.
Die Erstveröffentlichung von Check mich aus erfolgte als Single am 20. März 2009 bei Aggro Berlin. Diese erschien als Maxi-Single auf CD sowie zum Download mit dem dazugehörigen Musikvideo und den Liedern Alles kommt und geht (feat. Manuellsen), Aggro Collabo (feat. Tony D, Kitty Kat & Sido) und Du brauchst mich (feat. Sido) als B-Seiten (Katalognummer: AGGRO-089-2). Das Frontcover der Single zeigt Fler mit einer Kapuze. Im oberen Teil des Covers zieht sich der Schriftzug „Aggro Berlin präsentiert“. Links darunter befindet sich Flers Logo sowie der mit Graffity gesprühte Titel „Check mich aus“. Im unteren Teil lässt sich neben einem Verbraucherhinweis auch das Logo des Labels Aggro Berlin erkennen. Eine Woche später erschien das Lied als Teil von Flers vierten, selbstbetitelten Solo-Studiolalbums (Katalognummer: 060252700097), dessen erste Singleauskopplung es ist.

## Chartplatzierungen
| ChartsChartplatzierungen | Höchstplatzierung | Wochen |
| ------------------------ | ----------------- | ------ |
| Deutschland (GfK)        | 74 (3 Wo.)        | 3      |